# Quartets de corda op. 18 (Beethoven)

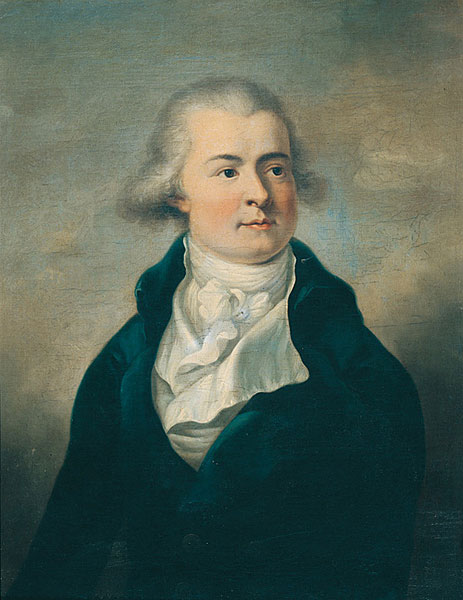
Joseph Franz Maximilian von Lobkowitz

Els Quartets de corda op. 18 són sis obres compostes per Ludwig van Beethoven entre 1798 i 1800; fou un encàrrec del príncep Joseph Franz von Lobkowitz, que tenia al seu servei l'amic de Beethoven, el violinista Karl Amenda; foren els seus primers quartets de corda.
Els Quartets op. 18 foren publicats el 1801 per T. Molló et Comp a Viena, i l'edició constava de dos llibres de tres quartets de cada un. Amb ells, va demostrar el seu domini total del quartet de corda clàssic desenvolupat per Joseph Haydn i Mozart. L'epígraf i la dedicatòria, com era habitual en Beethoven, estaven redactats en francès: Sis Quatuors pour deux Violons, Alto et Violoncelle, composés et dédiés a Son Altesse le Prince Regnant de Lobkowitz, Duc de Raudnitz, par Louis van Beethoven. Oeuvre 18. Première livraison. A Vienne, Chez T. Mollo et Comp. (Verlags Nº 159).
L'ordre de publicació (la numeració dins de l'obra) no es correspon amb l'ordre de composició. Beethoven va compondre aquests quartets sent el primer el núm. 3, després el núm. 1, el núm. 2, el núm. 5, el núm. 6 i, finalment, el núm. 4. Els sis quartets són:

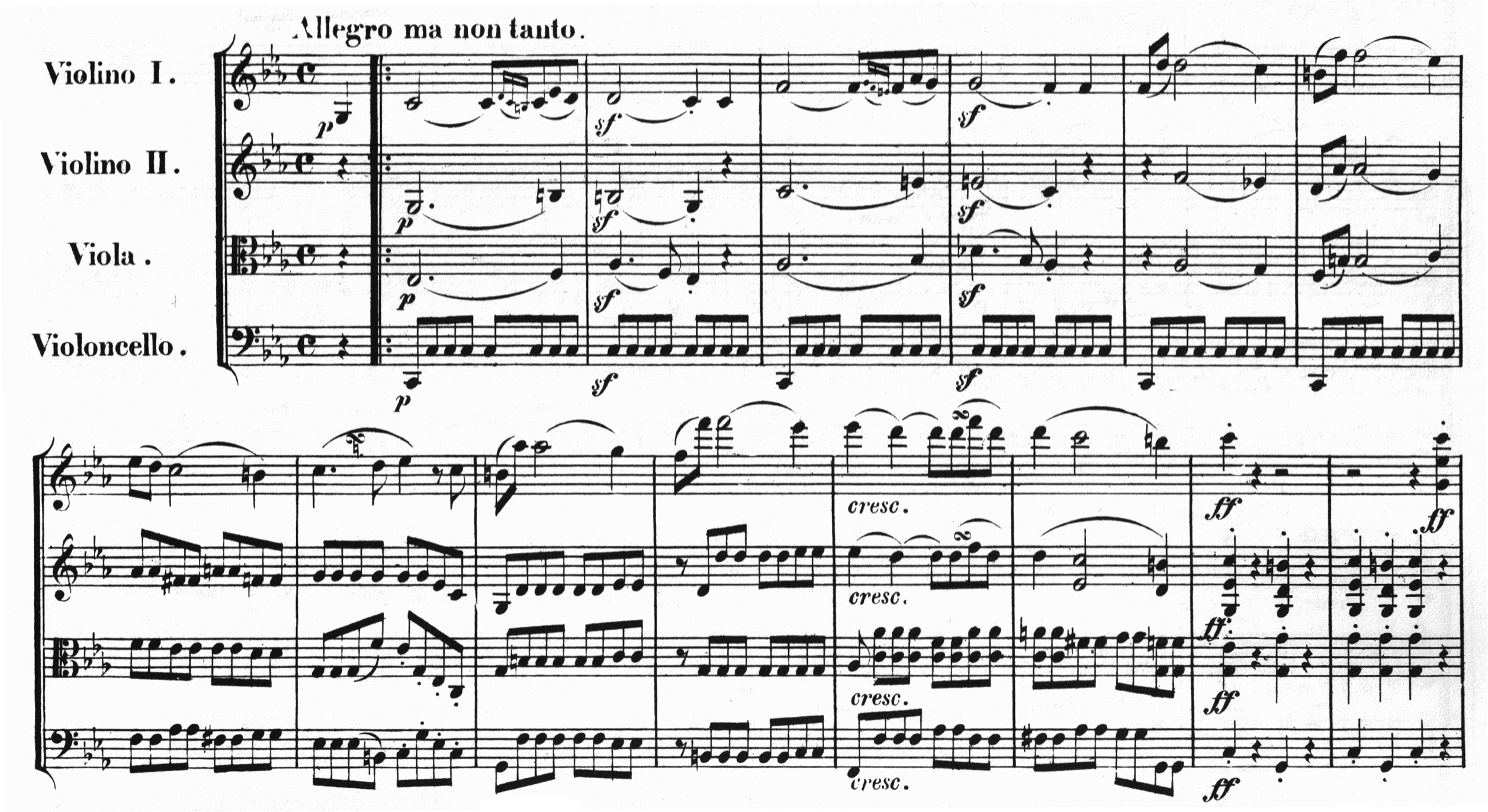
Inici del 1r moviment del Quartet núm. 4 en una edició del segle XIX

- Quartet de corda núm. 1 en fa major
- Quartet de corda núm. 2 en sol major
- Quartet de corda núm. 3 en re major
- Quartet de corda núm. 4 en do menor
- Quartet de corda núm. 5 en la major
- Quartet de corda núm. 6 en si♭ major

Beethoven, en una carta a Hofmeister (Leipzig, 8 d'abril de 1802) comenta que l'edició de Molló núms. 4-6 "un altre cop" està plena d'errors. Kerman fa un comentari semblant, deixant en la conclusió que la pobra edició de Molló dels núms. 4-6 va incitar les fortes protestes privades del compositor. Pel que fa a per al primer quartet en fa, es conserva tota una versió anterior que s'ha publicat i fins i tot enregistrat.